# El Cubo de Don Sancho
El Cubo de Don Sancho é um município da Espanha na província de Salamanca, comunidade autónoma de Castela e Leão, de área 91,14 km² com população de 523 habitantes (2007) e densidade populacional de 5,96 hab/km².

## Demografia
| Variação demográfica do município entre 1991 e 2004 | Variação demográfica do município entre 1991 e 2004 | Variação demográfica do município entre 1991 e 2004 | Variação demográfica do município entre 1991 e 2004 |
| --------------------------------------------------- | --------------------------------------------------- | --------------------------------------------------- | --------------------------------------------------- |
| 1991                                                | 1996                                                | 2001                                                | 2004                                                |
| 678                                                 | 620                                                 | 584                                                 | 545                                                 |